# Udarnik (obwód woroneski)
Udarnik (ros. Ударник) – wieś (sieło) w Rosji, w obwodzie woroneskim, w rejonie buturlinowskim. W 2010 liczyła 490 mieszkańców.